# Manuel Maurozomes
Manuel Maurozomes (en griego: Μανουήλ Μαυροζώμης) (†c.1230) fue un noble bizantino de la familia aristocrática de los Maurozomes que alcanzó importancia en el siglo XII. Durante el reinado de los Angelo fue un dignatario de la corte bizantina.
Alrededor de 1200, cuando el depuesto sultán selyúcida Kaikosru I llegó a Constantinopla, Maurozomes tenía el rango de césar de la corte bizantina, según el relato de Ibn Bibi, cronista selyúcida. Durante su estancia en la capital bizantina, el sultán fue aparentemente bautizado, y se casó con la hija de Manuel, por lo que éste se convirtió en el antepasado de los siguientes sultanes selyúcidas Kaikubad I y Kaikosru II.
Cuando Alejo III abandonó Constantinopla al acercarse la Cuarta cruzada en 1203, Kaikosru I huyó de la ciudad y buscó refugio en una fortaleza de Manuel.
Después de la conquista de Constantinopla por los cruzados (1204), y la muerte del sultán Solimán II de Rum, hermano de Kaikosru I, este volvió a Rum, y Maurozomes le acompañó.
Más tarde, Maurozomes trató de establecer una hegemonía independiente en las regiones de Laodicea y Chonai. También es conocido como emir Comneno.